# Bolko Hochberg von Pless
Bolko Hochberg von Pless, także Bolko Constantin Stanislaus Maria de la Paz Conrad Juan, książę von Pless, hrabia von Hochberg i baron na Książu (ur. 3 kwietnia 1936 w Monachium, zm. 27 sierpnia 2022 tamże) – szósty książę pszczyński, syn hrabiego Bolka von Hochberga i Clothildy de Silva y Gonzales de Candamo, wnuk ostatniego pana na Pszczynie Jana Henryka XV i Marii Teresy Oliwii Hochberg von Pless (księżnej Daisy).

## Życiorys
Mieszkał na stałe w Monachium, gdzie prowadził firmę komputerową. Od 1984 roku był seniorem rodziny Hochbergów. Z żoną Marie Elisabeth doczekał się jedynej córki, Felicitas. Wobec braku męskiego potomka, wolą księcia Bolka było, aby po jego śmierci tytuł odziedziczył jego kuzyn, Peter Hochberg. Był honorowym obywatelem miast Pszczyny (od 2000) i Wałbrzycha (od 2015).